# Traktir na Pjatnickoj
Traktir na Pjatnickoj (Трактир на Пятницкой) è un film del 1978 diretto da Aleksandr Michajlovič Fajncimmer.

## Trama
Mosca durante la NEP. A Zamoskvoreč'e, una banda crudele esercita paura tra gli abitanti del distretto. Audaci attacchi si susseguono. Mostrano chiaramente la grafia del famoso recidivo di nome "Gray", rilasciato dal carcere. Un luogo di riposo preferito per i banditi è una taverna su Pjatnitskaja. Ma non è possibile prenderli in flagrante. L'unico modo per identificare i criminali è introdurre il tuo uomo nella locanda.